# 沖探容
沖 探容（おき たんよう、生年不詳 - 天保10年（1839年））は、江戸時代後期の狩野派の絵師。鳥取藩主池田家の御用絵師沖家の第6代目。10代藩主池田慶行に絵を教えたりした。鳥取藩士。沖一峨の養父。

## 略歴
第5代探高の実子として生まれ、文政5年（1822年）に父の跡を継ぎ、20俵5人扶持で江戸詰め絵師となり、文政12年には家業精錬のため10俵加増された。
天保6年（1835年）に探沖と改名したが、天保8年（1837年）に病臥したので、探沖時代の作品は少ない。
児玉渕泉（のちの沖一峨）を養子として迎え、名代として出仕させていたが、天保10年没した。
探容は父探高のほか、鍛冶橋狩野7代の狩野探信守道に師事し、文政10年（1827年）には門人中4番目の席順にあった。探容の作品は、狩野派の謹厳で清浄な作風を守りながらも、大和絵の画風を取り入れ、温雅な詩情あふれるものとなっている。

## 代表作
- 因幡八景図 （鳥取県立博物館） 絹本著色
- 花鳥図 （鳥取県立博物館） 絹本著色
- 四季山水図屏風 （鳥取県立博物館） 絹本墨画
- 獅子に文殊図 （ボストン美術館） 絹本墨画淡彩

## 参考資料
- 鳥取県の自然と歴史 -5- 藩政時代の絵師たち （鳥取県立博物館）